# Guy de Chauliac
Guy de Chauliac (Chaulhac, 1300 – Avignon, 1368. július 2.) francia orvos, sebész volt, aki mások mellett VI. Kelemen pápát is gyógyította. Komoly szerepet vállalt a modern orvostudomány alapjainak megteremtésében, ezért a Sebészet Atyja nevet kapta későbbi kollégáitól.

## Ifjúsága
Guy de Chauliac egy chaulhaci parasztcsaládban született, és az orvosi pályát választotta. Tanulmányaiban Mercoeur urai segítették. Először Toulouse-ban, majd Montpellier-ben tanult gyógyítást, amely a kor egészségügyi képzési központja volt. Itt határozta el, hogy a sebészetre specializálódik. 1315 és 1320 között Párizsban tanult, doktori címét 1325-ben szerezte meg. Ezután Bolognában anatómiát tanult a híres Nicola Bertucciótól.

## Pályafutása
Bolognából Lyonba költözött. Először lelkészként, majd különböző egyházi személyek orvosként helyezkedett el. Avignonba, a pápa székhelyére költözött, és a bíborosok mellett az egyházfő orvosa, pápai káplán lett. Itt érte az 1348-as pestisjárvány, a fekete halál. Mélyen bántotta, hogy kollégái közül sokan elmenekültek a kór elől, ezért a városban maradt, és kezelte a betegeket. A ragály két formáját – a tüdő- és a bubópestist – különítette el.

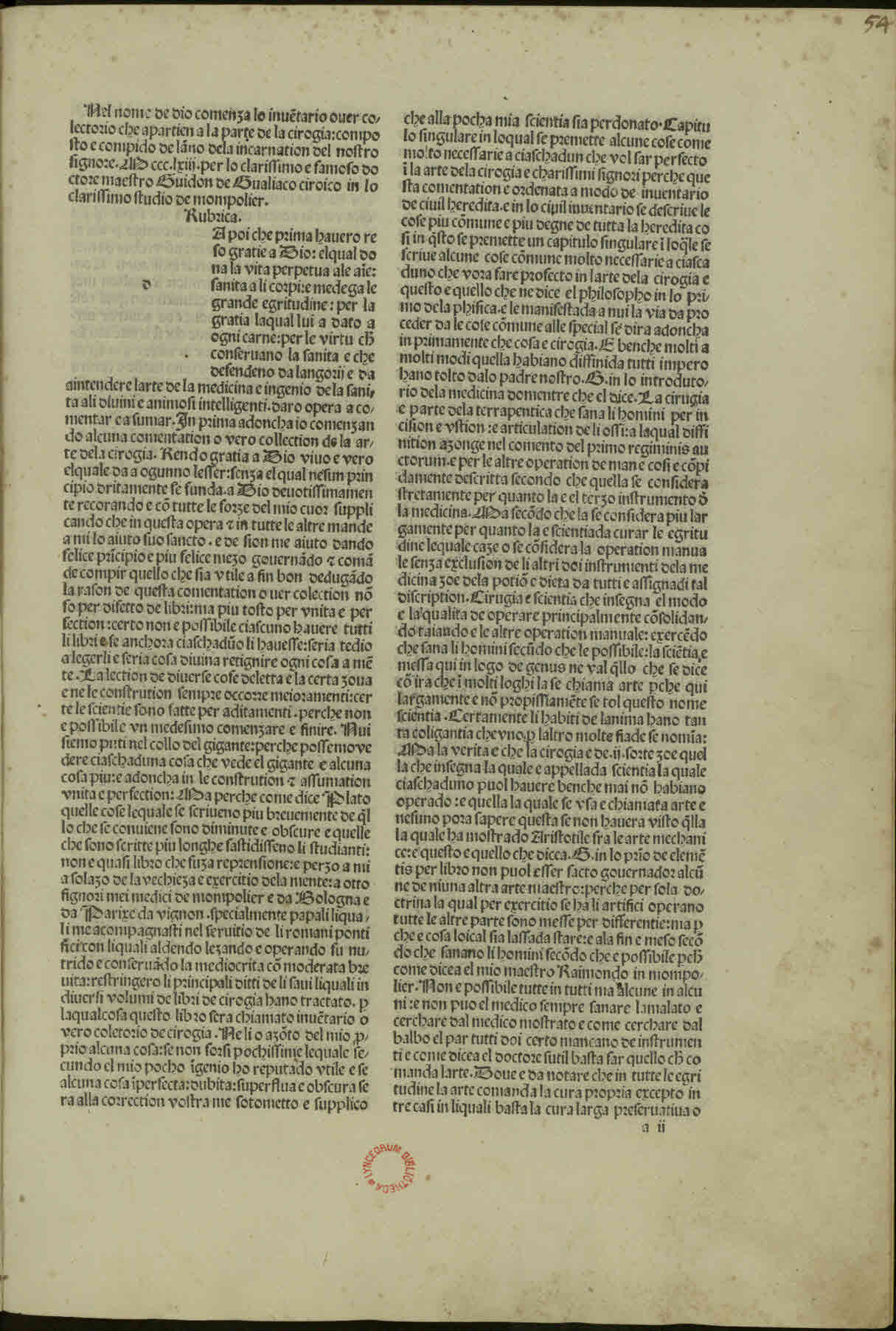
Chirurgia, 1493

Guy de Chauliac azt írta: szégyen volt az orvosokra, hogy a betegségtől való félelmük miatt nem mertek kimenni a betegekhez. „Ha meglátogatták őket, akkor viszont nem volt gyógymódjuk, kezelésük nem mentett meg senkit. Egyetlen korábbi járvány nem volt ilyen pusztító, mint a mostani; azok elfoglaltak egy régiót, a mai az egész világot; azokra valamilyen módon volt gyógyír, erre nincs” - írta. Ő is megkapta a pestist, de hat hét szenvedés után felépült. Chauliac osztotta a korban népszerű feltételezést, hogy a ragályért vagy a zsidók, vagy a rossz levegő (miazmateória) a felelős.
A járvány elmúlása után írásba foglalta tapasztalatait, és megkezdte a sebészet standardjainak kidolgozását. Műve, a hétkötetes, latinul írt Chirurgia Magna sok ezer más sebésznek adott inspirációt, és megnyitotta az utat a modern orvoslás kialakulása előtt. Könyvét több nyelvre lefordították. Írt könyvet asztrológiai (Practica astrolabii) és szemészeti témákban (De subtilianti diaeta) is.Számos 19. századi gyógyítástörténész szerint csak Hippokratész előzi meg őt a sebészetre gyakorolt hatásában.
Kortársaitól eltérően alaposan tanulmányozta az emberi testet. Úgy vélekedett, hogy azok a sebészek, akik megfelelő anatómiai ismeretek nélkül operálnak, úgy faragják az emberi testet, ahogy egy vak ember faragja a fát. Igaz, könyvének anatómiai részéből kiderül: kevéssé értette meg a test működését.